# USCGC Polar Star (WAGB-10)
USCGC Polar Star (WAGB-10) je těžký ledoborec Pobřežní stráže Spojených států amerických třídy Polar. Je první ze dvou jednotek této třídy. Jeho sesterskou lodí je ledoborec USCGC Polar Sea (WAGB-11). Polar Star je ve službě od roku 1976. Jeho domovským přístavem je Seattle, odkud operuje v oblasti Tichého oceánu. Dokáže plout ledem 1,8 metru silným. Najížděním a lámáním dokáže překonat led silný až 6,5 metru. V roce 2024 byl jediným těžkým ledoborcem americké pobřežní stráže.
Roku 2023 měl Polar Star nahradit prototypový těžký ledoborec nové třídy Polar Sentinel (jinak též Polar Security Cutter, PSC), na který by měla navázat ještě dvě sesterská plavidla. Program stavby nových těžkých ledoborců však poznamenala zdržení a dokončení prototypu je plánováno nejdříve na rok 2028.

## Stavba

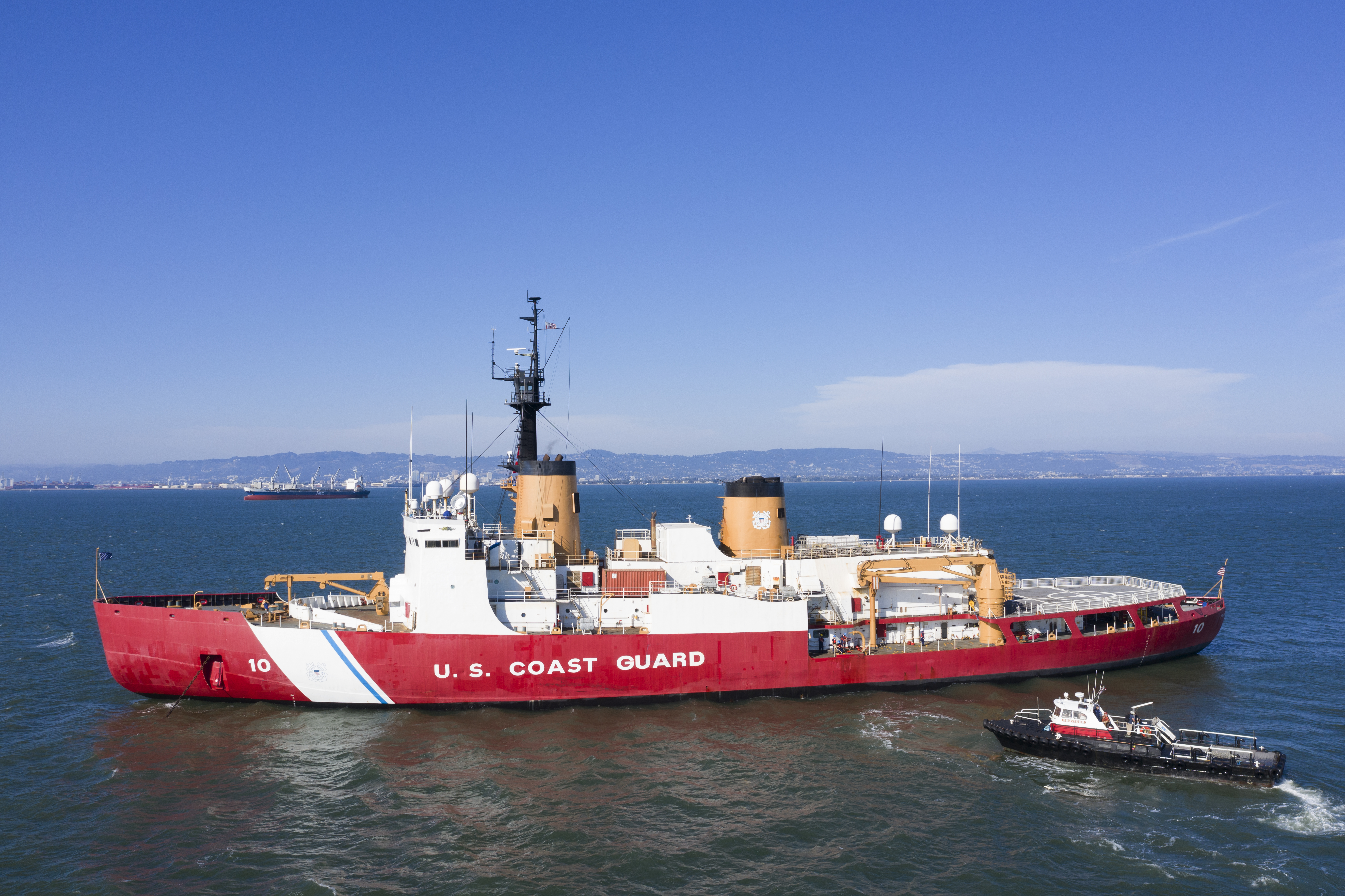
USCGC Polar Star (WAGB-10) v San Francisku v roce 2020

Obě jednotky třídy Polar postavila americká loděnice Lockheed Shipbuilding and Construction Company v Seattlu. Polar Star byl do služby zařazen 17. června 1976.

## Služba

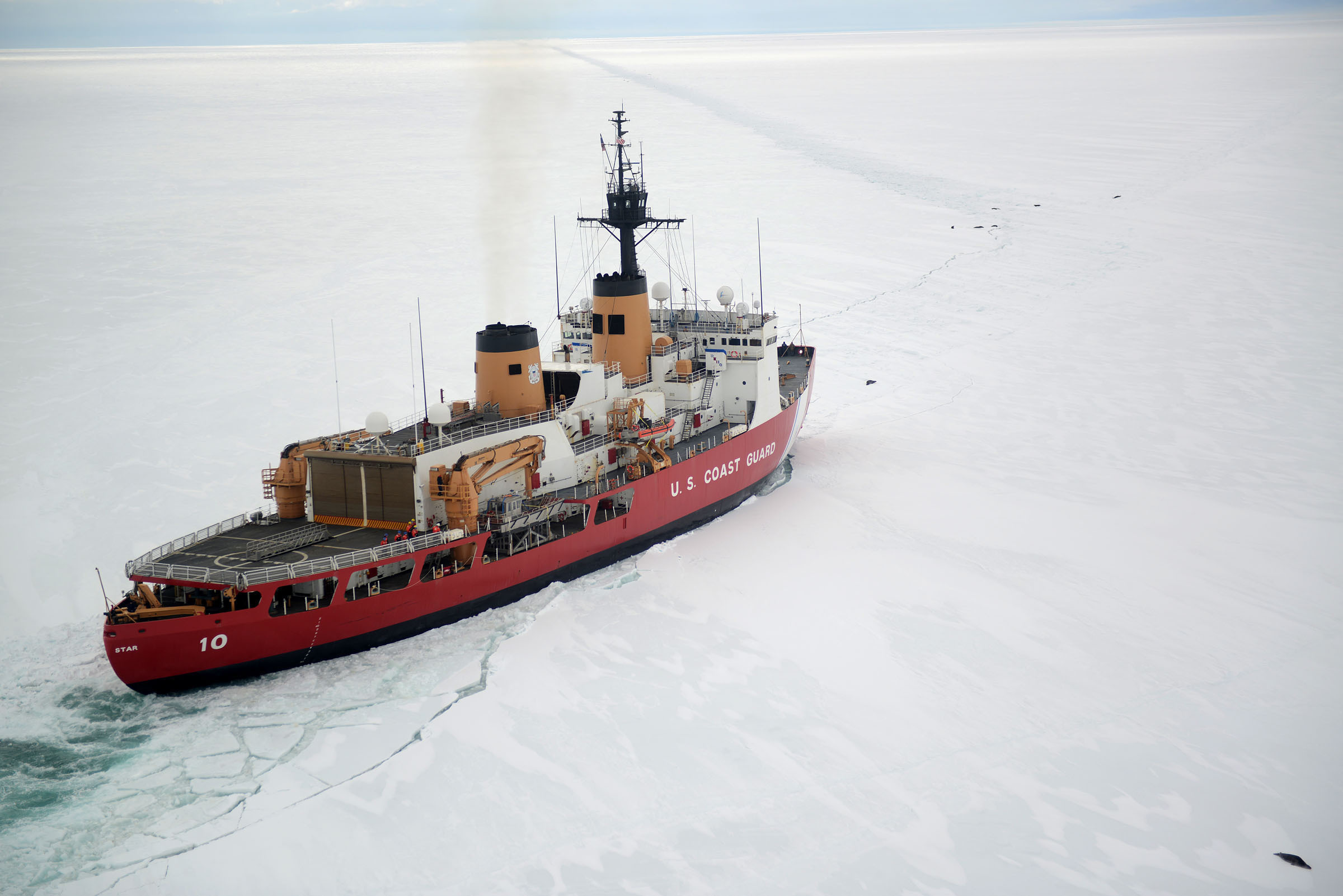
USCGC Polar Star (WAGB-10) v Antarktidě

Roku 2006 byl ledoborec Polar Star odstaven, přičemž zredukovaná posádka jej nadále udržovala pro případný návrat do akce. V roce 2011 bylo zvažováno vyřazení plavidla, čemuž zabránili senátoři ze států Washington a Aljaška. Roku 2013 se ledoborec vrátil do služby po repasi v hodnotě 90 milionů dolarů v loděnici Vigor Shipyards v Seattlu.
Zapojil se do operací v Antarktidě. V lednu 2014 se vydal na pomoc uvízlé ruské lodi Akaděmik Šokalskij a čínskému ledoborci MV Süe-lung, který při snaze ruskému plavidlu pomoci rovněž uvázl v ledu.
V letech 2021–2024 se ledoborec vracel do loděnice Mare Island Dry Dock (MIDD) ve Vallejo v Kalifornii, kde postupně procházel modernizací SLEP (Service Life Extension Project), která prodloužila jeho životnost. Po dokončení čtvrté fáze modernizace se v srpnu 2024 vrátil do Seattlu. Čtvrtá fáze mimo jiné zahrnovala opravu podpůrných systémů kotlů, systémů vytápění, klimatizace a poplašný systém proti zaplavení.